# Štefan Glezgo
Štefan Glezgo (* 20. února 1956) byl slovenský a československý politik Veřejnosti proti násilí, později za ODÚ-VPN, a poslanec Sněmovny národů Federálního shromáždění po sametové revoluci.

## Biografie
K roku 1990 je profesně uváděn jako tajemník ONV Rimavská Sobota. V listopadu 1989 se v Rimavské Sobotě podílel na průběhu sametové revoluce a byl zakládajícím členem VPN.
V lednu 1990 zasedl v rámci procesu kooptací do Federálního shromáždění po sametové revoluci do slovenské části Sněmovny národů (volební obvod č. 121 - Rimavská Sobota, Středoslovenský kraj) jako bezpartijní poslanec (respektive poslanec za hnutí Veřejnost proti násilí). Ve volbách roku 1990 mandát za VPN obhájil (volební obvod Středoslovenský kraj). Na jaře 1991 v souvislosti s rozkladem VPN přestoupil do poslaneckého klubu jedné z nástupnických formací ODÚ-VPN. Ve Federálním shromáždění setrval do voleb roku 1992.